# Varathron
Varathron je řecká blackmetalová kapela, která byla založena roku 1988 ve městě Athény zpěvákem Stefanosem Karasavvasem užívajícím pseudonym Stefan Necroabyssious. Její tvorba je v podobném duchu jako raná produkce jiných řeckých skupin Rotting Christ nebo Necromantia a společně s těmito a několika dalšími (například Thou Art Lord) patří k zakladatelům řecké blackmetalové scény. S Rotting Christ odehrála v roce 1990 první koncert, na rozdíl od nich jsou Varathron více undergroundoví. Charakteristickým projevem skupiny (i obecně řecké BM scény) jsou melodické až hypnotické kytary a střídání poklidných pomalejších, téměř doom/deathových pasáží s občasnými chaotickými výbuchy.
Debutové studiové album s názvem His Majesty at the Swamp vyšlo roku 1993 pod hlavičkou hudebního vydavatelství Cyber Music.

## Diskografie
Dema
- Procreation of the Unaltered Evil (1989)
- Genesis of Apocryphal Desire (1990)
- Sarmutius Pegorus (1997)
- Live at the Swamp (2004)
- Luciferian Mystical Awakening (2017)

Studiová alba
- His Majesty at the Swamp (1993)
- Walpurgisnacht (1995)
- Crowsreign (2004)
- Stygian Forces of Scorn (2009)
- Untrodden Corridors of Hades (2014)[2]
- Patriarchs of Evil (2018)
- The Crimson Temple (2023)

EP
- One Step Beyond Dreams (1991)
- The Lament of Gods (1999)

Kompilační alba
- Genesis of Apocryphal Desire (1997)
- Varathron 1989/1991 (2004)
- Walpurgisnacht / His Majesty at the Swamp / The Lament of Gods (2004) – kompilace 2 CD
- Genesis of the Unaltered Evil (2012)
- Emissaries of the Darkened Call (2021)
- The Demo Collection (2022)

Live alba
- Glorification Under the Latin Moon (2020)

Box sety
- Archegonic Abysmal Dominion (2018) – sada 7 audiokazet od Floga Records

Split nahrávky
- The Black Arts / The Everlasting Sins (1992) – split 12" vinyl společně s kapelou Necromantia
- Darkness Has Landed (2009) – split 7" vinyl společně s kapelou Desolation
- Emissaries of the Darkened Call: Three Nails in the Coffin of Humanity (2012) – 3-way split 12" vinyl společně s kapelami Black Altar a Thornspawn
- Old Demons Rise (2014) – split 7" vinyl společně s norskou kapelou Den Saakaldte
- Duality of the Unholy Existence (2019) – split 7" vinyl společně s kapelou Rotting Christ
- Apocalyptic Mysticism (2022) – split 7" vinyl společně s německou kapelou Ungod

Singly
- Hegemony of Chaos (2023)
- Crypts in the Mist (2023)
- Cimmerian Priesthood (2023)